# Hogna rubetra
Hogna rubetra là một loài nhện trong họ Lycosidae.
Loài này thuộc chi Hogna. Hogna rubetra được Ehrenfried Schenkel-Haas miêu tả năm 1963.